# ویلارد بویل
ویلارد استرلینگ بویل (به انگلیسی: Willard Sterling Boyle) (زادهٔ ۱۹ اوت ۱۹۲۴ – درگذشته ۷ مه ۲۰۱۱) فیزیکدان کانادایی و از کسانی بود که در ساخت دستگاه بارجفت‌شده. نقش داشته‌اند.
در ۶ اکتبر سال ۲۰۰۹ اعلام شد که بویل از کسانی است که جایزه نوبل فیزیک به آن‌ها تعلق می‌گیرد، او و همکارانش برای ساخت مدارهای نیمه‌هادی تصویری یا حس‌گر CCD این جایزه را دریافت کردند.